# Bolbitis humblotii
Bolbitis humblotii är en träjonväxtart som först beskrevs av Bak., och fick sitt nu gällande namn av Ren-Chang Ching. Bolbitis humblotii ingår i släktet Bolbitis och familjen Dryopteridaceae. Inga underarter finns listade.